# Blythe (California)
Blythe es una ciudad ubicada en el condado de Riverside en el estado estadounidense de California, fundada en 1916. En el año 2000 tenía una población de 12,155 habitantes y una densidad poblacional de 187.6 personas por km².

## Geografía
Blythe se encuentra ubicada en las coordenadas 33°37′2″N 114°35′21″O / 33.61722, -114.58917. Según la Oficina del Censo, la ciudad tiene un área total de 64,8 km² (25,0 mi²), de la cual 62,8 km² (24,2 mi²) es tierra y 2 km² (0,8 mi²) (3.12%) es agua.
En Blythe, una ordenanza declara que una persona debe poseer al menos dos vacas para poder llevar botas de cowboy en público.

## Demografía
Según la Oficina del Censo en 2008 los ingresos medios por hogar en la localidad eran de $37,937, y los ingresos medios por familia eran $43,889. Los hombres tenían unos ingresos medios de $32,342 frente a los $26,671 para las mujeres. La renta per cápita para la localidad era de $12,637. Alrededor del 20.9% de la población estaban por debajo del umbral de pobreza.